# Ardisia diffusa
Ardisia diffusa är en viveväxtart som beskrevs av Elmer Drew Merrill. Ardisia diffusa ingår i släktet Ardisia och familjen viveväxter. Inga underarter finns listade i Catalogue of Life.